# 서울도성초등학교
서울도성초등학교는 대한민국 서울특별시 강남구 역삼동에 있는 공립 초등학교이다.

## 학교 연혁
- 1981. 06. 13 서울도성초등학교 설립인가
- 1981. 09. 30 서울도성초등학교 개교
- 1984. 02. 20 제1회 졸업식(624명)
- 2003. 12. 13 제20회 졸업(203명)
- 2006. 07. 31 운동장 종합 체육기구 교체
- 2006. 10. 12 인조잔디구장, 종합놀이기구 설치
- 2007. 03. 02 33학급 편성(특수 1 포함)
- 2007. 06. 22 야외 학습장 설치
- 2007. 11. 10 후관동 교실 증축(6개실)
- 2007. 11. 26 학교 공원화 사업 준공
- 2008. 03. 03 36학급 편성(특수 1 포함)
- 2008. 05. 27 교실 냉난방기(EHP) 설치
- 2008. 07. 24 보건교육실 및 멀티미디어실 설치
- 2008. 08. 25 교무실 및 교장실, 교실 및 복도 환경개선
- 2008. 10. 17 학생통학로 탄성 포장제 포설
- 2009. 02. 27 과학실 현대화(후관 3층)
- 2009. 03. 01 37학급 편성(특수 1학급 포함)
- 2009. 06. 30 과학실 현대화(후관 1층)
- 2009. 07. 07 스텐봉 오름 암벽 설치
- 2009. 09. 22 자동분사식 손소독기 구입(6대)
- 2009. 12. 15 민참 컴퓨터실 현대화(후관 4층)
- 2010. 04. 01 학습준비물실 설치
- 2011. 03. 02 37학급 편성(특수 1학급 포함)
- 2011. 07. 30 다목적 강당 완공
- 2012. 02. 15 제29회 졸업식(242명)
- 2012. 03. 02 37학급 편성(특수 1학급 포함)
- 2015. 03. 02 44학급 편성(특수 1학급 포함)

## 참고 자료
- 서울도성초등학교 - 한국교육학술정보원 학교알리미